# Wasserturm Vegesack
Der Wasserturm Vegesack in Bremen-Vegesack, Bermpohlstraße 40, gehört zu den bedeutenden Bremer Bauwerken
Das Gebäude wurde 2013 als Bremer Kulturdenkmal unter Denkmalschutz gestellt.

## Geschichte
1887 wurden erste Planungen für den Ausbau der Vegesacker Wasserversorgung von dem Ingenieur Fritz Geck aus Münster und vom Wasserwerksdirektor Ludwig Disselhoff aus Hagen vorgelegt. Mitte 1891, als in Vegesack rund 17 Brunnen in Nutzung waren, konkretisierte sich das Vorhaben. Es erfolgte der Ausbau der umfangreichen Wasserversorgungsanlage nach Disselhoffs Plänen durch ein 12 km langes Rohrnetz, ausgehend vom Wasserwerk (damals Bremer Straße, heute Uthoffstraße). Versorgt wurde damit das bremische Vegesack und später die benachbarten preußischen Gemeinden.
Der teils rotsteinsichtige, runde, um 32 Meter hohe Wasserturm wurde 1892 (Inschrift) nach Plänen von Disselhoff in der typischen Architektur der Jahrhundertwende gebaut. Gestalterisch prägend sind der runde, hohe Sockel aus Klinker, auf dem der obere, vieleckige, holzverkleidete, grüne Turmteil steht mit dem 220 Kubikmeter fassenden Wasserbehälter. Der Wasserturm war bis 1965 in Funktion. Der Wasserbehälter blieb erhalten. Bremen überließ 1980  durch Erbbaurecht dem Künstler Peter F. Krüger das Gebäude, der im Sockel- und Turmbereich sein Atelier und seine Wohnung einbaute.